# 阮福昴 (文德侯)
阮福昴（越南语：／；1733年—1773年），又名阮福文（越南语：／），习称尊室昴（越南语：／），廣南阮主第八代領袖阮福濶的第三子。
阮福昴生母為阮氏，授內左步營掌奇，封文德侯。景興三十三年（1772年），阮福昴到歸仁府就職，在那裡深得民心。當時因為張福巒專權，翰林吳廷恕、知府陳佳益想加害他，就在景興三十四年（1773年）偽造張福巒與阮岳通敵的書信丟在街道中；阮福昴的參謀（某氏）佐拾到後交給他，阮福昴就向定王阮福淳狀告張福巒，最後在張福巒的辯解下阮福淳沒有把他治罪。
張福巒懷疑通敵的書信是（某氏）佐偽造的而藉口殺死他，同時開始憎恨阮福昴，並虛報阮福昴與西山賊有來往。阮福昴害怕，出逃到甘露連山時因為腳腫不能行。張福巒命該隊阮福香截獲他們，在三江海兒浸死他，虛齡四十一歲。嘉隆元年（1802年），給阮福昴祭祀田三十畝。
阮福昴有一子阮福同（阮福廉），官該隊，贈壯武功臣輔國武烈將軍該奇。